# Verbandsgemeinde Bitburg-Land
Verbandsgemeinde Bitburg-Land – była gmina związkowa w Niemczech, w kraju związkowym Nadrenia-Palatynat, w powiecie Eifelkreis Bitburg-Prüm. Siedziba gminy związkowej znajdowała się w mieście Bitburg. 1 lipca 2014 gmina związkowa została połączona z gminą związkową Kyllburg, tworząc gminę związkową Bitburger Land.

## Podział administracyjny
Gmina związkowa zrzeszała 51 gmin jednostkowych (Ortsgemeinde):
| * Baustert              | * Ließem       |
| * Bettingen             | * Meckel       |
| * Bickendorf            | * Messerich    |
| * Biersdorf am See      | * Metterich    |
| * Birtlingen            | * Mülbach      |
| * Brecht                | * Nattenheim   |
| * Brimingen             | * Niederstedem |
| * Dahlem                | * Niederweiler |
| * Dockendorf            | * Oberstedem   |
| * Dudeldorf             | * Oberweiler   |
| * Echtershausen         | * Oberweis     |
| * Ehlenz                | * Olsdorf      |
| * Enzen                 | * Rittersdorf  |
| * Eßlingen              | * Röhl         |
| * Feilsdorf             | * Scharfbillig |
| * Fließem               | * Schleid      |
| * Gondorf               | * Seffern      |
| * Halsdorf              | * Sefferweich  |
| * Hamm                  | * Stockem      |
| * Heilenbach            | * Sülm         |
| * Hisel                 | * Trimport     |
| * Hütterscheid          | * Wettlingen   |
| * Hüttingen an der Kyll | * Wiersdorf    |
| * Idenheim              | * Wißmannsdorf |
| * Idesheim              | * Wolsfeld     |
| * Ingendorf             |                |